# Dōjōji (théâtre nô)
Pour les articles homonymes, voir Dōjōji.
Dōjōji est une pièce traditionnelle du théâtre nô.
Cette pièce a pour thème central les ravages de la jalousie. Des adaptations en ont été faites pour le kabuki (Dōjōji et Ninin Dōjōji) ou le mibu kyōgen.
La pièce a été adaptée par Yukio Mishima, qui en a fait un Nō moderne publié en 1953 qui conte l'histoire d'une jeune danseuse hantée par la mort de son amant. La courte pièce de théâtre a été traduit en français en 1983 et est disponible dans Dojoji et autres nouvelles.
Il existe aussi une version sous forme de film d'animation, réalisé par Kihachirō Kawamoto en 1976. Le film gagne le prix Noburō Ōfuji.

## Kiyohime et la légende de Dojo-ji
La légende de Dojo-ji est une ancienne légende japonaise interprétée à la fois au théâtre nô (en japonais, 能) et au théâtre kabuki (en japonais, 野郎歌舞伎).
Cette légende relate la vengeance d’une méchante femme éconduite. Le temple de Dojo-ji est le lieu de cette tragédie.
L’intrigue met en scène la tentatrice Kiyohime et le chaste moine Anchin.
Anchin a pour coutume de s’arrêter dans une auberge située dans la ville de Masago sur le chemin de ses pèlerinages au temple de Dojo-ji. L’aubergiste est le père d'une petite fille du nom de Kiyohime. Anchin aime  jouer avec l’enfant durant ses brèves haltes. Il n’aurait jamais pu deviner que cette affection pourrait un jour se transformer en amour et aboutir à la destruction de l'un et de l'autre.
L’enfant grandit, devient une belle femme qui se prend de passion pour le saint homme.  Celui-ci ne répondant pas à ses avances. Kiyohime appelle toutes les divinités de l’enfer à sa rescousse, pratique l’envoûtement à l’heure du bœuf  (Ushi no toki mairi) sans plus de succès: les prières (Namu Amida Butsu) que récite Anchin le protègent des démons.
Exaspérée par son échec, Kiyohime fait une ultime tentative et se dirige vers le temple de Dojo-ji pour avoir une conversation avec le moine et tenter de le circonvenir. La voyant arriver dans le lointain, Anchin court se réfugier à l’intérieur de la cloche du monastère. Cette énorme cloche mesure presque deux mètres de hauteur. Elle est si lourde qu’il a fallu plus de cent hommes pour la mettre en place.
La passion de Kiyoshime se transforme alors en haine. Au sommet de sa colère, elle s’approche de la cloche et la frappe furieusement à l’aide de son bâton magique. Les cordes qui maintiennent la cloche se rompent alors laissant choir l'objet sur le sol avec un grand fracas; emprisonnant du même coup Anchin à l’intérieur. À ce moment, le visage de Kiyohime prend l’aspect de la vieille sorcière Hannya, ses jambes se soudent entre elles, son corps se couvre d’écailles. Petit à petit Kiyohime se transforme en un énorme dragon qui s’enroule autour de la cloche. Elle frappe à nouveau de sa baguette magique: voici que des flammes sortent de sa bouche et de tout son corps empli de haine. La chaleur devient tellement intense que le bronze fond en consumant le moine.
Muets d'horreur les autres moines de Dojo-ji entendent l’ultime prière du malheureux Anchin. Quelque temps plus tard, on retire des débris une poignée de cendres blanches. C’est tout ce qui reste du prêtre. Mais Kiyohime disparaît à tout jamais. On dit qu'elle s'est transformée en dragon en traversant l'Hitari gawa situé juste avant d'atteindre le temple.
Cette légende donne naissance à une pièce dansée du théâtre No appelée Do-jo-ji.

## Sources
- Legend in Japanese Art, Henry L. Joly, Charles E. Tuttle, Rutland Vermont & Tokyo, Japan, 5e édition, 1976, page282